# Rhapsody (operační systém)
Rhapsody byl operační systém vyvíjený společností Apple Computer po akvizici firmy NeXT na konci 90. let 20. století. Šlo o pátou hlavní verzi operačního systému založeného na jádře Mach, jehož vývoj započal ve společnosti NeXT pod názvy NeXTSTEP a později OpenStep. Rhapsody byl určen vývojářům jako přechodové řešení mezi klasickým systémem Mac OS a nově připravovaným Mac OS X. Systém běžel na počítačích Power Macintosh a kompatibilních počítačích s procesory Intel x86.
Framework systému založený na OpenStepu, označovaný jako Yellow Box, byl portován také na Windows NT, čímž umožňoval vývoj multiplatformních aplikací. Později však byla podpora ostatních platforem ukončena a další verze byly určeny výhradně pro Macy. Uživatelské rozhraní Rhapsody kombinovalo prvky z Mac OS 8 (původně vyvíjeného v rámci projektu Copland) a z OPENSTEPu. Pro zajištění zpětné kompatibility umožňovala vrstva Blue Box provozování aplikací z klasického Mac OS.

## Pozadí

### Pojmenování
Rhapsody navázal na tradici hudebně pojmenovaných projektů Applu v 90. letech. Projekt Copland byl pojmenován po skladateli Aaronu Coplandovi, jeho plánovaný nástupce Gershwin po Georgi Gershwinovi (autor "Rhapsody in Blue"). Mezi další hudební kódová jména patřily Harmony (Mac OS 7.6), Tempo (Mac OS 8), Allegro (Mac OS 8.5) a Sonata (Mac OS 9).

### Předchozí pokusy nahradit Mac OS
V polovině 90. let Mac OS technologicky zaostával za konkurenčními systémy, zejména za Windows NT. Apple se neúspěšně pokoušel vyvinout moderní náhradu, přičemž nejdále došel projekt Copland. Kvůli problémům s řízením vývoje byl však roku 1996 zrušen. Apple se následně rozhodl koupit nebo licencovat hotový systém. Zvažovány byly systémy BeOS, Solaris, Windows NT a NeXTSTEP, přičemž v prosinci 1996 došlo ke koupi firmy NeXT.

## Oznámení a vývoj
Rhapsody byl veřejně oznámen generálním ředitelem Gilem Ameliem na Macworld Expo v lednu 1997 a poprvé předveden na WWDC 1997. Steve Jobs v té době argumentoval, že knihovny OpenStep vývojářům umožní rychlejší a efektivnější tvorbu aplikací než konkurence. Uvedl příklady úspěšných projektů postavených na NeXTSTEPu, včetně první verze webového prohlížeče WorldWideWeb od Tima Berners-Leeho a e-shopu Dellu.

## Architektura
Rhapsody běžel na modifikovaném jádře Mach 2.5 s unixovým prostředím 4.4BSD. Nad tímto základem běžela knihovna Yellow Box, vrstva kompatibility Blue Box pro aplikace Mac OS, a Java virtuální stroj. Rhapsody používal souborový systém UFS a na síti NFS. Pro vykreslování grafiky využíval místo QuickDraw systém Display PostScript.
Rhapsody podporoval vývoj v jazycích Objective-C, Java a C++.

Architektura systému Rhapsody

### Jádro
Jádro systému bylo založeno na CMU Mach 2.5, rozšířeno o podporu NFS, disků SCSI a výměnných zařízení. Nepodporovalo však SMP (symetrické multiprocesování), které mělo být přidáno později v rámci jádra Mach 3.0.

### Blue Box
Blue Box byla virtualizační vrstva umožňující spouštění aplikací z Mac OS 8 v prostředí Rhapsody. Fungovala výhradně na PowerPC. V první verzi běžela v celoobrazovkovém režimu, později umožňovala provoz v okně. Blue Box nakonec přerostla ve známé prostředí Classic v Mac OS X.

### Yellow Box
Yellow Box byl vývojový framework založený na OpenStepu. Obsahoval nástroje Project Builder a Interface Builder, a běžel i na Windows NT. Yellow Box nabízel preemptivní multitasking, vlákna a chráněnou paměť. V roce 1997 Apple oznámil přejmenování Yellow Boxu na Concert. Později byl Yellow Box základem pro framework Cocoa v systému Mac OS X.

### Java virtuální stroj
Rhapsody obsahoval upravený Java VM založený na JDK 1.1.3, který umožňoval volat Yellow Box API.

## Vývojářské verze
Apple vydal dvě vývojářské verze systému Rhapsody:
Developer Release 1 (DR1) byl vydán 13. října 1997 pro Power Macintosh. Neobsahoval Blue Box, ale poskytl vývojářům Yellow Box k testování. Součástí byly nástroje a ukázky, včetně Java verze TextEditu. DR1 používal správce souborů Workspace Manager.
Developer Release 2 (DR2) byl vydán v květnu 1998 a označován jako Rhapsody 5.1.

## Uživatelské rozhraní
Rhapsody kombinoval vzhled systému Mac OS 8 (tzv. Platinum UI) a OPENSTEP. DR1 ještě neobsahoval Finder, ale využíval OpenStep prvky jako Shelf, Dock a zobrazení ve sloupcích. Později došlo k přechodu na Finder s tímto typem zobrazení.

## Přijetí a reakce vývojářů
Mnozí vývojáři ocenili technologický potenciál Rhapsody, ale kvůli předchozím neúspěchům Applu (např. Copland) byli skeptičtí k jeho realizaci. Přechod na nový systém znamenal nutnost přepsání aplikací, což odrazovalo firmy od adopce. Walt Mossberg i další komentátoři považovali nákup Macu za riziko oproti Windows, kvůli neexistenci uživatelského softwaru pro NeXTSTEP a Rhapsody.
Aby Apple získal důvěru vývojářů, oznámil v květnu 1997, že Yellow Box bude dostupný i pro klasický Mac OS. Zároveň se ale firma potýkala s finančními problémy a poklesem prodeje. Bill Gates odmítl podporu Office pro Rhapsody, ale menší firmy jako Stone Design nebo Dantz přislíbily portace svých aplikací.

## Strategie přechodu na Mac OS X
V roce 1998 Apple oznámil, že přechod bude pozvolnější. Na WWDC 1998 uvedl, že žádný hlavní vývojář zatím nezahájil přepis aplikací pro Rhapsody. Místo toho byl představen nový plán: klasické aplikace poběží v systému Mac OS X s minimálními úpravami pomocí API Carbon. Významné frameworky jako QuickTime a AppleScript byly portovány. Firmy jako Adobe, Microsoft a Macromedia novou strategii podpořily.

## Odkaz
Rhapsody byl později přejmenován na Mac OS X Server 1.0 (vydán 1999) a stal se základem pro systém Darwin, který je dodnes otevřeným jádrem macOS. Díky kompatibilitě s architekturou Intel x86 se objevily spekulace o možném přechodu Applu z PowerPC, což se naplnilo v roce 2005. V roce 2016 označil historik Hanson Hsu Jobsovu koncepci jako vizionářskou – technologie jako Cocoa, Interface Builder a Objective-C přežily v macOS a staly se jádrem vývoje pro iOS, iPadOS, watchOS a tvOS.

## Požadavky na systém
Verze DR1 pro PowerPC vyžadovala 32 MB RAM (doporučeno 64 MB) a 1 GB místa na disku. Podporovala oficiálně pouze modely Power Macintosh 9500, 9600, 8500 a 8600.

## Historie verzí
| Verze                                | Kódové označení             | Platforma         | Datum vydání      | Název OS     | Verze Darwin |
| ------------------------------------ | --------------------------- | ----------------- | ----------------- | ------------ | ------------ |
| Rhapsody Developer Release 1         | Grail1Z1                    | PowerPC           | 13. října 1997    | Rhapsody 5.0 | —            |
| Rhapsody Developer Release 1 (Intel) | Grail1Z4                    | IA-32 (Intel x86) | říjen 1997        | Rhapsody 5.0 | —            |
| Rhapsody Developer Release 2         | Titan1T7                    | PowerPC           | 14. května 1998   | Rhapsody 5.1 | —            |
| Rhapsody Developer Release 2 (Intel) | Titan1U                     | IA-32 (Intel x86) | květen 1998       | Rhapsody 5.1 | —            |
| Mac OS X Server 1.0                  | Hera1O9                     | PowerPC           | 16. března 1999   | Rhapsody 5.3 | 0.1          |
| Mac OS X Server 1.0.1                | Loki1A2 (též Hera1O9)       | PowerPC           | 15. dubna 1999    | Rhapsody 5.4 | 0.2          |
| Mac OS X Server 1.0.2                | Loki2G1 (Hera1O9 + Loki2G1) | PowerPC           | 29. července 1999 | Rhapsody 5.5 | 0.3          |
| Mac OS X Server 1.2                  | Pele1Q10                    | PowerPC           | 14. ledna 2000    | Rhapsody 5.6 | 0.3          |
| Mac OS X Server 1.2 v3               | Medusa1E3                   | PowerPC           | 27. října 2000    | Rhapsody 5.6 | 0.3          |